# Liste de ponts de la Vendée
Liste de ponts de la Vendée, non exhaustive, présentant les principaux édifices présents et/ou historiques dans le département.

## Ponts de longueur supérieure à 100 m

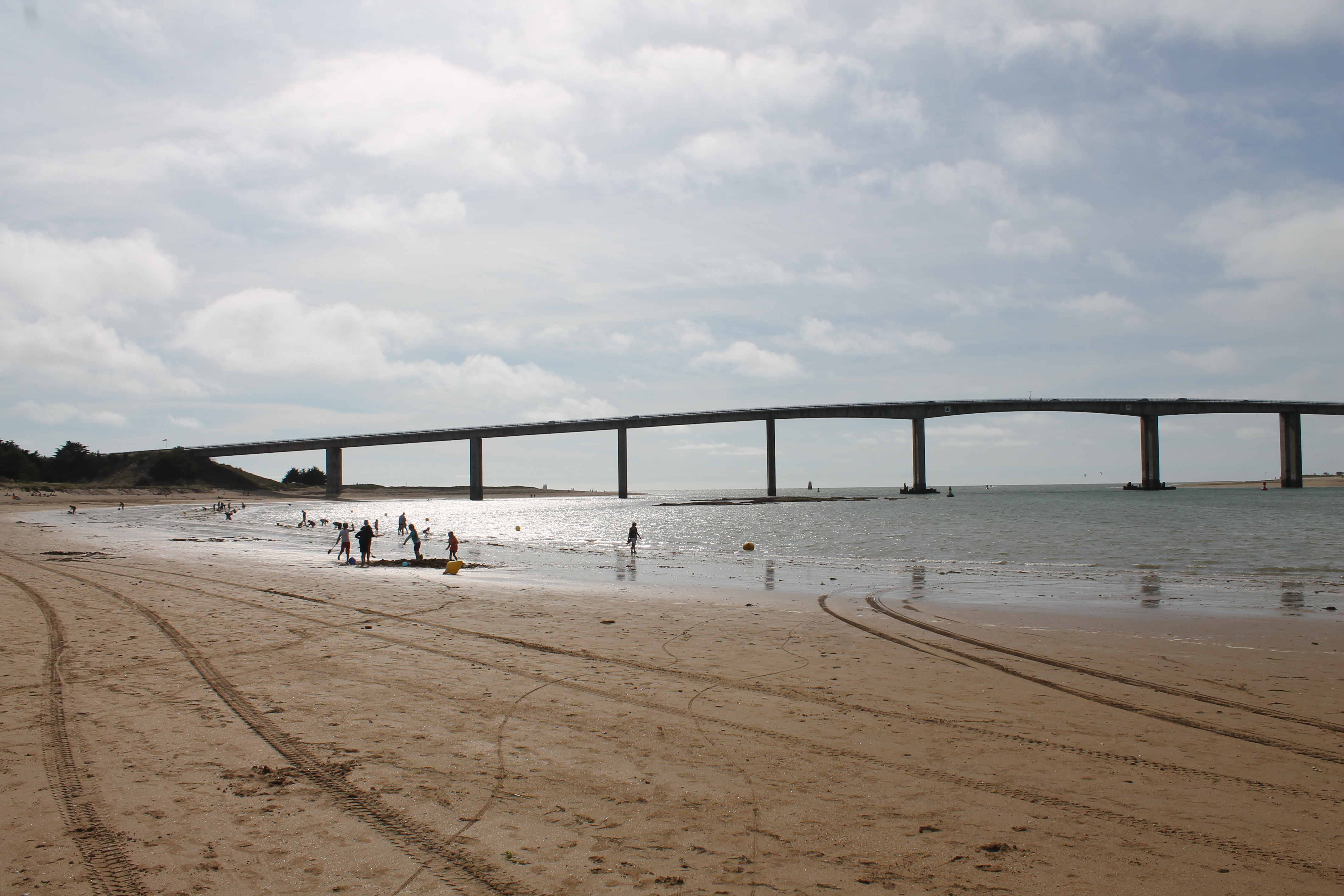
Pont de Noirmoutier.

Les ouvrages de longueur totale supérieure à 100 m du département de la Vendée sont classés ci-après par gestionnaires de voies.

### Routes départementales
- Pont de Noirmoutier - Barbâtre - La Barre-de-Monts

### Chemin de fer
- Viaduc de Barbin, long de 300 m achevé en 1907 pour la ligne de Vouvant - Cezais à Saint-Christophe-du-Bois.

## Ponts présentant un intérêt architectural ou historique

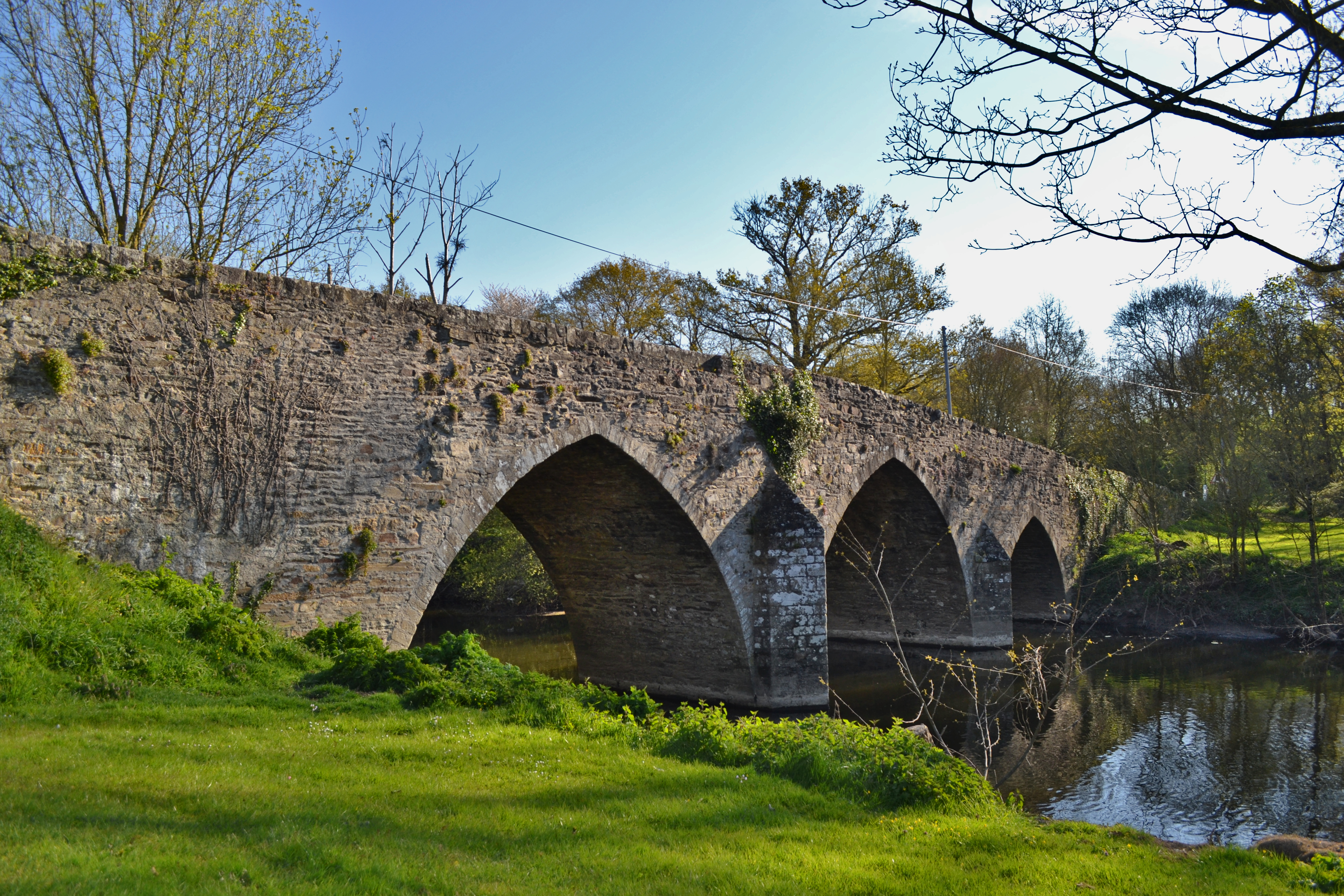
Pont de Sénard, classé MH en 1984.

Les ponts de la Vendée inscrits à l'inventaire national des monuments historiques sont recensés ci-après :
- le pont de Fleuriau sur la Vendée (Faymoreau, Puy-de-Serre) ;
- le pont des Sardines (Fontenay-le-Comte), du XVIIe siècle ;
- le pont Neuf (Fontenay-le-Comte), du XVIIIe siècle ;
- le vieux pont des Ouillères (Mervent), du XIIIe siècle ou XVe siècle ;
- le pont de Rocheservière, sur la Boulogne (Rocheservière) ;
- le pont de Boisseau (Saint-Georges-de-Montaigu) ;
- le pont de Sénard sur la Maine (Saint-Hilaire-de-Loulay) ;
- le vieux pont de Vouvant (Vouvant), du XIIIe siècle ou XIVe siècle ;
- les ponts du Port-la-Claye (La Bretonnière-la-Claye, Curzon, Lairoux et Saint-Cyr-en-Talmondais).

## Sources
Base de données Mérimée du Ministère de la Culture et de la Communication.